# روب كورز
روب كورز (بالإنجليزية: Rob Kurz)‏ مواليد 5 مارس 1985 في فيلادلفيا، هو لاعب كرة سلة محترف أمريكي بدأ مسيرته الاحترافية في سنة 2008. يبلغ طوله 6 قدم 9 بوصة (2.1 م).

## فرق لعب لها
- غولدن ستايت ووريورز
- أرتلاند دراغونز
- سي بي مورسيا
- نانسي باسكت
- بالونكيستو فوينلابرادا

## إحصائيات المسيرة

### الموسم الاعتيادي
| السنة   | الفريق              | لعب | بدأ | دقيقة | ميداني% | ثلاثية | حرة  | ارتداد | صنع | استلاب | تصدي | نقطة |
| ------- | ------------------- | --- | --- | ----- | ------- | ------ | ---- | ------ | --- | ------ | ---- | ---- |
| 2008–09 | غولدن ستايت ووريورز | 40  | 5   | 11.1  | .389    | .395   | .800 | 2.0    | .5  | .3     | .5   | 3.9  |
| المسيرة |                     | 40  | 5   | 11.1  | .389    | .395   | .800 | 2.0    | .5  | .3     | .4   | 3.9  |

## روابط خارجية
- روب كورز على موقع إن بي أي (الإنجليزية)
- روب كورز على موقع سبورتس رفرنس (الإنجليزية)
- روب كورز على موقع الدوري الإسباني لكرة السلة (الإسبانية)
- روب كورز على موقع كرة السلة الأوروبية.كوم (الإنجليزية)
- روب كورز على موقع كلية كرة السلة في سبورتس رفرنس.كوم (الإنجليزية)
- روب كورز على موقع ريلجم (الإنجليزية)
- روب كورز على موقع سبورتس رفرنس (الإنجليزية)
- روب كورز على موقع سبورتس رفرنس (الإنجليزية)